# Ел ді Меола
Ел Лоренс ді Меола (англ. Albert Laurence Di Meola, *22 липня, 1954, Джерсі-Сіті, Нью-Джерсі, США) — відомий американський джазовий гітарист, композитор, і продюсер італійського походження (з Черрето-Санніта). За три десятиліття музичної кар'єри він став шанованим як один з найвпливовіших гітаристів у джазі на сьогодні.

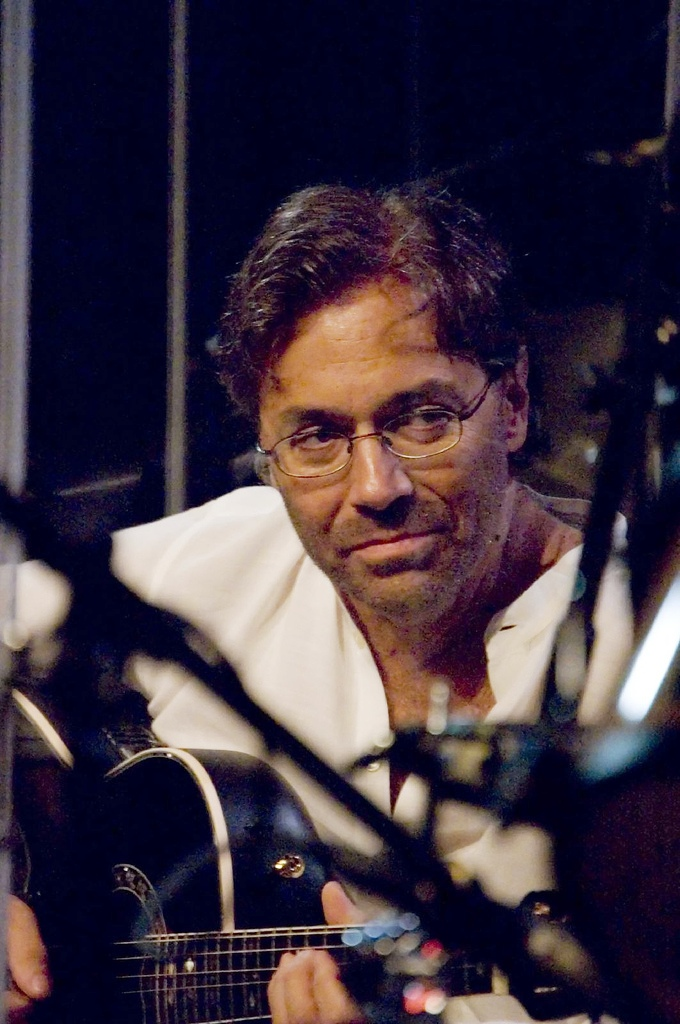
2006

## Життєпис
Молоді роки Меоли пройшли в Бергенфілді (Нью-Джерсі), де він відвідував Bergenfield High School. У 1971 році він вступив до музичного коледжу Берклі в Бостоні, штат Массачусетс.
Уже в 1972 році Меола грав у квінтеті Барі Майлза, а через два роки, у 1974 році, він приєднався до групи джазового піаніста Чіка Корія «Return to Forever», для запису альбому «Where Have I Known You Before». За час перебування Ела ді Меоли в групі були записані ще два альбоми: «No Mystery» (1975) і «Romantic Warrior» (1976). У групі він грав з Чіком Корія,  Стенлі Кларком і Ленні Вайтом. З ними він об'їхав цілий світ, а в 1975 році вони здобули нагороду Греммі за найкраще джазове виконання групи («No Mystery»).

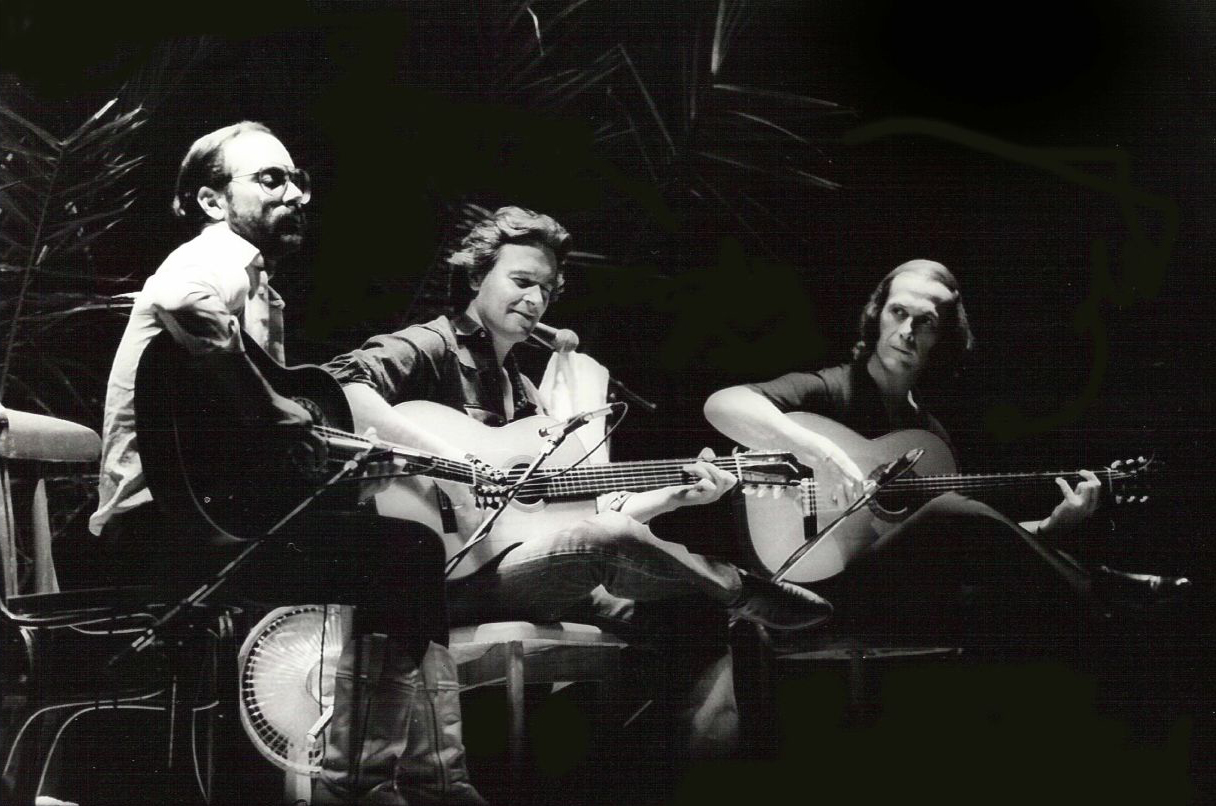
Ел ді Меола, Джон Маклафлін і Пако де Лусія на концерті в Барселоні у 80-і роки

У 1976 він записав сольний альбом «Земля опівнічного сонця» (Land of the Midnight Sun, 1976), у записуванні якого взяв участь бас-гітарист Джако Пасторіус. Меола привернув до себе увагу головним чином швидкістю гри та технічними навичками. Його ранні записи, такі як «Перегони з дияволом на іспанському шосе» (Race with the Devil on the Spanish Highway), чи «Egyptian Danza» пов'язували його ім'я, головним чином, з електричною гітарою. Хоч він мав записи чисто акустичні, коли почав досліджувати середземноморські культури, фламенко. Наприклад, «Mediterranean Sundance», «Леді Риму, сестра Бразилії» (Lady of Rome, Sister of Brazil) з альбому «Елегантний циган» (Elegant Gypsy, 1977), або «Фантазія сюїта» з альбому «Казино».

## Ел ді Меола і Україна
Бандурист Роман Гриньків познайомився з Елом ді Меолою після концерту в Парижі. Подальші їх спільні концерти в Америці створили основу для запису альбому «Зимові ночі» (Winter Nights, 1999) побудованому на українському мелосі. Саме він розтлумачив Меолі, що «Carol of the Bells» — не американська різдвяна пісня, а українська колядка «Щедрик» в обробці Миколи Леонтовича. Альбом «Зимові ночі» користувався величезним попитом і прекрасно розійшовся в Америці та Європі.
У 2013 році Ел ді Меола був гостем львівської публіки на щорічному джазовому фестивалі «Alfa Jazz Fest 2013». Джазмен зі США Ел ді Меола виступив 14 червня із новою програмою «Al Di Meola Plays The Beatles and More», створену з кавер-версій композицій легендарної ліверпульської четвірки.